# St. Ulrich (Wetterfeld)

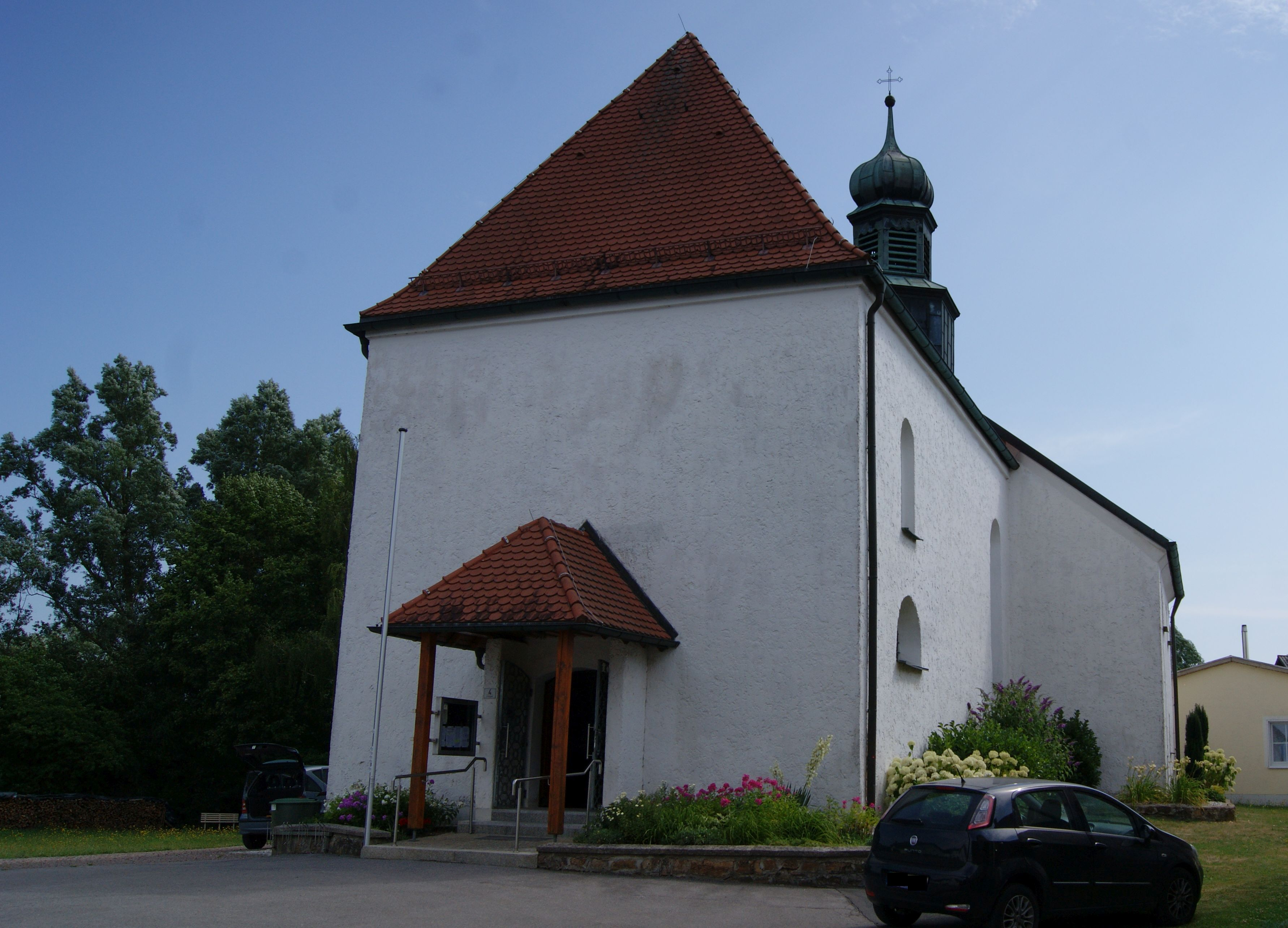
St. Ulrich (Wetterfeld)

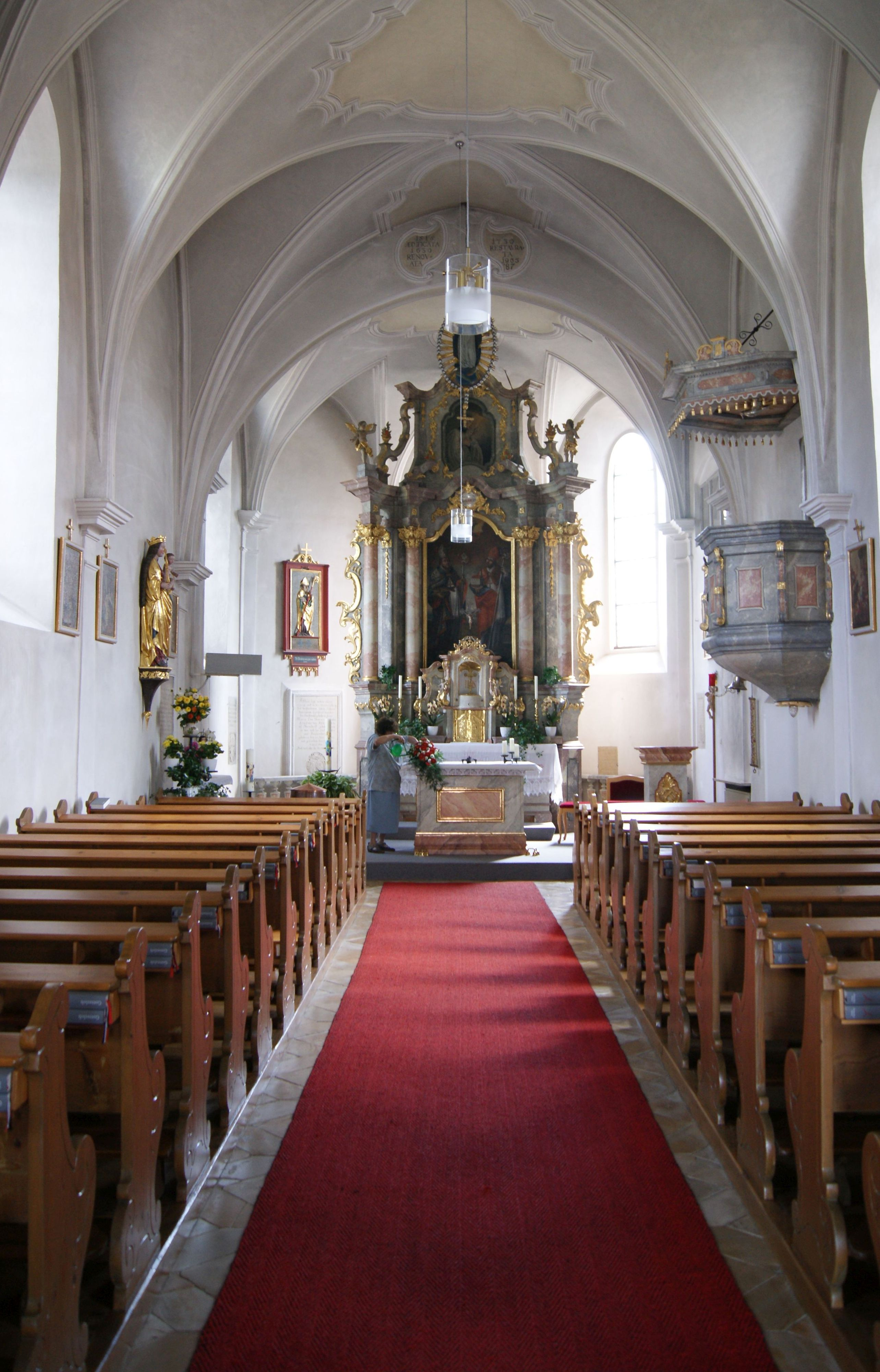
Innenansicht

Die römisch-katholische, denkmalgeschützte ehemalige Burgkapelle und heutige Filialkirche St. Ulrich steht in Wetterfeld, einem Gemeindeteil der Stadt Roding im Landkreis Cham der Oberpfalz. Die Kirche gehört zum Bistum Regensburg. Das Bauwerk ist unter der Denkmalnummer D-3-72-153-85 als Baudenkmal in die Bayerische Denkmalliste eingetragen.

## Beschreibung
Die Saalkirche wurde 1518 erbaut und 1730 erweitert. Sie besteht aus einem Langhaus, das im Osten dreiseitig abgeschlossen ist. Aus dem Dach erhebt sich im Osten ein Dachreiter, dessen mit einer Zwiebelhaube abgeschlossener sechseckiger Aufsatz den Glockenstuhl beherbergt.
Der Innenraum ist mit einem Kreuzgewölbe überspannt. Zur Kirchenausstattung gehört ein Hochaltar im Stil des Rokoko, der von vier Säulen flankiert wird, und auf dessen Altarretabel der heilige Ulrich und der heilige Wolfgang dargestellt sind.